# Hertha Larisch-Ramsauer
Hertha Larisch-Ramsauer, auch Hertha von Larisch-Ramsauer (* 30. März 1897 als Hertha Maria Louise Ramsauer in Wien; † 9. Juli 1972 in Tulln) war eine österreichische Schriftkünstlerin, Buchgestalterin, Gebrauchsgrafikerin und Hochschullehrerin.

## Leben und Werk
Hertha von Larisch-Ramsauer studierte an der Wiener Kunstgewerbeschule bei Rudolf Larisch. Er regte sie an, sich der Schrift- und Buchgestaltung zu widmen. Ihre Schriften zeigten ein feines Empfinden für Maßverhältnisse und wurden auf Gebäuden, Denkmälern und in Büchern verwendet.
1931 heirateten Rudolf Larisch und Hertha Ramsauer. Von 1934 bis 1968 lehrte sie an der Hochschule für angewandte Kunst Wien.
1969 widmete ihr die Hochschule für angewandte Kunst Wien eine Einzelausstellung. Das Klingspor-Museum in Offenbach am Main widmete Hertha Larisch-Ramsauer 1976 einen Teil der umfangreichen Ausstellung „Schrift“.